# Cleusonite
La cleusonite è un minerale appartenente al gruppo della crichtonite. È composta da piombo, ferro, stronzio, titanio, zinco, ossigeno, uranio e idrogeno.